# Кронштейн руля (велосипед)

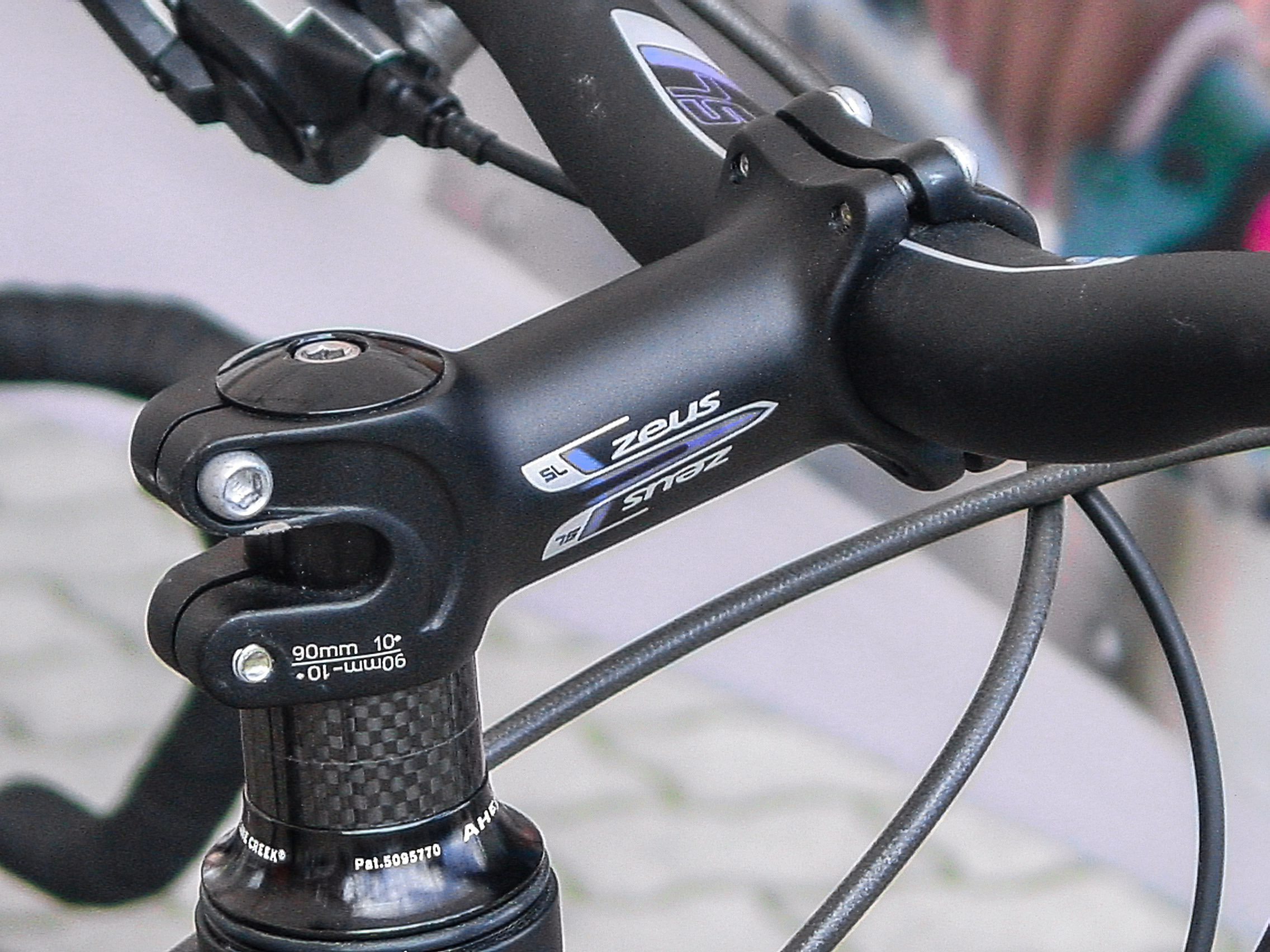
Классический нерегулируемый вынос руля

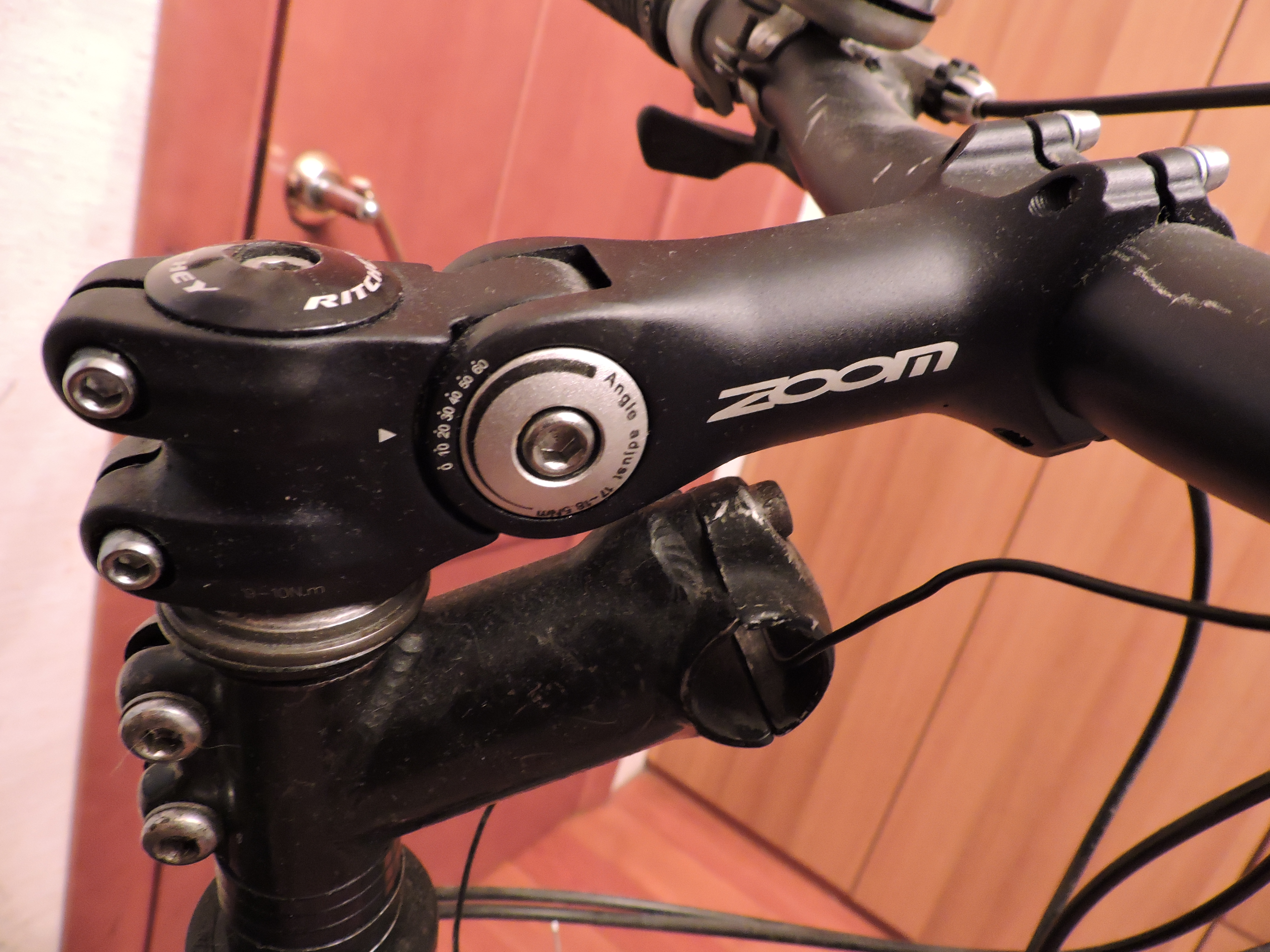
Регулируемый вынос руля (верхний). На неподвижной части показана метка угла наклона, а на подвижной — угломер

Варианты установки руля

Кронштейн крепления  руля (жарг. вы́нос руля́) — часть велосипеда, соединяющая горизонтальную трубу руля с вертикальным штоком вилки. «Вынос» обычно крепится к штоку вилки, интегрированные крепятся к короне вилки. У дорожных велосипедов к рулевому штырю.
Регулируемый «вынос», называемый также «кронштейном майора Тейлора», по имени разработчика — это устройство, привинчиваемое к штырю, позволяющее регулировать высоту, угол наклона, а также удлинение (длину) «выноса».

## Типоразмеры
Выносы различаются по диаметру, длине и по углу наклона.

### Диаметр
В зависимости от диаметра руля выделяют:
- 22,2 мм — BMX, dirt jumping & street
- 25,4 мм — велосипеды экстремальных дисциплин, таких как dirt jumping, street; простые дорожные велосипеды и велосипеды для кросс-кантри
- 31,8 мм — большинство горных велосипедов AM и DH.
- 26 мм и 31,8 мм — шоссейные выносы.
- 35 мм — велосипеды экстремальных дисциплин, таких как dirt jumping, street, AM и DH.

В велосипедах Харьковского велосипедного завода эпохи СССР, используются диаметры 22 мм (велосипед "Украина") и 24 мм (велосипед "Спутник")

### Длина
Длина выноса замеряется от центра руля, вдоль выноса, до центра штока вилки. Она подбирается индивидуально на велосипеде и должна соответствовать росту велосипедиста. Длина выноса влияет на управляемость, более короткий вынос обеспечивает большую манёвренность велосипеда. Длина выноса обычно лежит в диапазоне от 30 до 140 мм.

## Материал
Высококачественные выносы изготавливают из холоднокованых алюминиевых сплавов. Распространены выносы, фрезерованные из алюминиевых отливок; также в качестве материала используют сталь и карбоновое волокно.